# Microterys fuscicornis
Microterys fuscicornis är en stekelart som först beskrevs av Howard 1885.  Microterys fuscicornis ingår i släktet Microterys och familjen sköldlussteklar. Inga underarter finns listade i Catalogue of Life.